# 2014 FIFAワールドカップ・ヨーロッパ予選グループH
このページは、2014 FIFAワールドカップ・ヨーロッパ予選のグループHの結果をまとめたものである。このグループは、イングランド、モンテネグロ、ウクライナ、ポーランド、モルドバ、サンマリノの6カ国・地域からなる。
1位通過チームはそのまま2014 FIFAワールドカップ本大会出場が決まる。各グループ2位のチームのうち、成績上位の8チームを2チームずつ4組に分け、ホーム・アンド・アウェー方式で対戦を行う。各勝者が本大会出場権を得る。
なお、グループリーグ各組2位のチームの成績を比較する際、6チームが属するグループのチームについては、チーム数を合わせて比較するため、当該グループの最下位チームとの対戦戦績を除外する。

## 順位表
| チーム       | 勝点 | 試合 | 勝利 | 引分 | 敗戦 | 得点 | 失点 | 点差 |
| ------------ | ---- | ---- | ---- | ---- | ---- | ---- | ---- | ---- |
| イングランド | 22   | 10   | 6    | 4    | 0    | 31   | 4    | +28  |
| ウクライナ   | 21   | 10   | 6    | 3    | 1    | 28   | 4    | +24  |
| モンテネグロ | 15   | 10   | 4    | 3    | 3    | 18   | 17   | +1   |
| ポーランド   | 13   | 10   | 3    | 4    | 3    | 18   | 12   | +6   |
| モルドバ     | 11   | 10   | 3    | 2    | 5    | 12   | 17   | -5   |
| サンマリノ   | 0    | 10   | 0    | 0    | 10   | 1    | 54   | -53  |

| チーム  | チーム       | AWAY             | AWAY           | AWAY             | AWAY           | AWAY         | AWAY           |
| チーム  | チーム       | イングランドの旗 | ウクライナの旗 | モンテネグロの旗 | ポーランドの旗 | モルドバの旗 | サンマリノの旗 |
| ------- | ------------ | ---------------- | -------------- | ---------------- | -------------- | ------------ | -------------- |
| H O M E | イングランド | X                | 1-1            | 4-0              | 2-0            | 4-1          | 5-0            |
| H O M E | ウクライナ   | 0-0              | X              | 0-1              | 1-0            | 2-1          | 9-0            |
| H O M E | モンテネグロ | 1-1              | 0-4            | X                | 2-2            | 2-5          | 3-0            |
| H O M E | ポーランド   | 1-1              | 1-3            | 1-1              | X              | 2-0          | 5-0            |
| H O M E | モルドバ     | 0-5              | 0-0            | 0-1              | 1-1            | X            | 3-0            |
| H O M E | サンマリノ   | 0-8              | 0-8            | 0-6              | 1-5            | 0-2          | X              |

## 競技日程と結果
競技日程は、2011年11月23日にポーランド・ワルシャワで行われたミーティングによって決定された。
| 2012年9月7日 20:30 (UTC+2) |

| モンテネグロ                          | 2 - 2    | ポーランド                                              |
| ドリンチッチ 29分 · ヴチニッチ 45+2分 | レポート | ブワシュチコフスキ 6分 (pen.) · ミェジェイェフスキ 55分 |

| スタディオン・ポド・ゴリツォム（ポドゴリツァ） 観客数: 11,420人 主審: クリスティン・ヤコブソン |

| 2012年9月7日 21:45 (UTC+3) |

| モルドバ | 0 - 5    | イングランド                                                                |
|          | レポート | ランパード 3分 (pen.), 29分 · デフォー 32分 · ミルナー 74分 · ベインズ 83分 |

| スタディオヌル・ジンブル（キシナウ） 観客数: 10,500人 主審: ポール・ファン・ブーケル |

| 2012年9月11日 20:30 (UTC+2) |

| サンマリノ | 0 - 6    | モンテネグロ                                                                                    |
|            | レポート | ジョルジェヴィッチ 24分 · ベチライ 26分, 51分 · ズヴェロティッチ 69分 · デリバシッチ 78分, 82分 |

| サンマリノ・スタジアム（セラヴァッレ） 観客数: 1,945人 主審: ニール・ドイル |

| 2012年9月11日 20:45 (UTC+2) |

| ポーランド                                         | 2 - 0    | モルドバ |
| ブワシュチコフスキ 33分 (pen.) · バブジニャク 81分 | レポート |          |

| ヴロツワフ市立競技場（ヴロツワフ） 観客数: 38,145人 主審: イリアス・スパタス |

| 2012年9月11日 20:00 (UTC+1) |

| イングランド           | 1 - 1    | ウクライナ            |
| ランパード 87分 (pen.) | レポート | コノプリャーンカ 38分 |

| ウェンブリー・スタジアム（ロンドン） 観客数: 68,102人 主審: ジュネット・チャクル |

| 2012年10月12日 21:00 (UTC+3) |

| モルドバ | 0 - 0    | ウクライナ |
|          | レポート |            |

| スタディオヌル・ジンブル（キシナウ） 観客数: 12,500人 主審: クレマン・トゥルパン |

| 2012年10月12日 20:00 (UTC+1) |

| イングランド                                                                             | 5 - 0    | サンマリノ |
| ルーニー 35分 (pen.), 70分 · ウェルベック 38分, 72分 · オックスレイド＝チェンバレン 77分 | レポート |            |

| ウェンブリー・スタジアム（ロンドン） 観客数: 85,654人 主審: ゲディミナス・マゼイカ |

| 2012年10月16日 21:00 (UTC+3) |

| ウクライナ | 0 - 1    | モンテネグロ          |
|            | レポート | ダミヤノヴィッチ 45分 |

| オリンピスキ・スタジアム（キエフ） 観客数: 50,557人 主審: ミハイル・クークラキス |

| 2012年10月16日 20:30 (UTC+2) |

| サンマリノ | 0 - 2    | モルドバ                           |
|            | レポート | ダヅ 72分 (pen.) · エプレアヌ 78分 |

| サンマリノ・スタジアム（セラヴァッレ） 観客数: 736人 主審: マリオス・パナイー |

| 2012年10月17日 17:00 (UTC+2) |

| ポーランド  | 1 - 1    | イングランド  |
| グリク 70分 | レポート | ルーニー 31分 |

| ワルシャワ国立競技場（ワルシャワ） 観客数: 43,000人 主審: ジャンルカ・ロッキ |

| 2012年11月14日 18:00 (UTC+1) |

| モンテネグロ                                    | 3 - 0    | サンマリノ |
| デリバシッチ 14分, 31分 · ズヴェロティッチ 68分 | レポート |            |

| スタディオン・ポド・ゴリツォム（ポドゴリツァ） 観客数: 7,158人 主審: サボー・シャーンドル |

| 2013年3月22日 21:30 (UTC+2) |

| モルドバ | 0 - 1    | モンテネグロ    |
|          | レポート | ヴチニッチ 78分 |

| スタディオヌル・ジンブル（キシナウ） 観客数: 5,400人 主審: ダニエレ・オルサート |

| 2013年3月22日 20:45 (UTC+1) |

| ポーランド        | 1 - 3    | ウクライナ                                    |
| ピシュチェク 18分 | レポート | ヤルモレンコ 2分 · グセフ 7分 · ゾズリャ 45分 |

| ワルシャワ国立競技場（ワルシャワ） 観客数: 55,565人 主審: パヴェル・クラロヴェツ |

| 2013年3月22日 21:00 (UTC+1) |

| サンマリノ | 0 - 8    | イングランド |
|            | レポート | デッラ・ヴァッレ 12分 (o.g.) · チェンバレン 29分 · デフォー 35分, 77分 · ヤング 39分 · ランパード 42分 · ルーニー 54分 · スタリッジ 70分 |

| サンマリノ・スタジアム（セラヴァッレ） 観客数: 4,952人 主審: アラン・ビエリ |

| 2013年3月26日 21:00 (UTC+2) |

| ウクライナ                            | 2 - 1    | モルドバ        |
| ヤルモレンコ 61分 · ハチェリディ 71分 | レポート | スヴォロフ 80分 |

| ツェントラルニー・チョルノモレツ・スタジアム（オデッサ） 観客数: 31,948人 主審: ケン・ハンセン |

| 2013年3月26日 20:45 (UTC+1) |

| ポーランド                                                                                              | 5 - 0    | サンマリノ |
| レヴァンドフスキ 21分 (pen.), 50分 (pen.) · ピシュチェク 28分 · テオドルチュク 61分 · コセツキー 90+2分 | レポート |            |

| ワルシャワ国立競技場（ワルシャワ） 観客数: 43,008人 主審: ケン・ヘンリー・ヨンセン |

| 2013年3月26日 21:00 (UTC+1) |

| モンテネグロ          | 1 - 1    | イングランド |
| ダミヤノヴィッチ 75分 | レポート | ルーニー 6分 |

| スタディオン・ポド・ゴリツォム（ポドゴリツァ） 観客数: 11,300人 主審: ヨナス・エリクソン |

| 2013年6月7日 21:15 (UTC+3) |

| モルドバ        | 1 - 1    | ポーランド             |
| シドレンコ 37分 | レポート | ブワシュチコフスキ 7分 |

| スタディオヌル・ジンブル（キシナウ） 観客数: 8,726人 主審: フェルナンド・テイヘイラ・ビティエネス |

| 2013年6月7日 20:30 (UTC+2) |

| モンテネグロ | 0 - 4    | ウクライナ                                                                  |
|              | レポート | ハルマシュ 51分 · コノプリャーンカ 77分 · フェデツキー 85分 · ベズス 90+2分 |

| スタディオン・ポド・ゴリツォム（ポドゴリツァ） 観客数: 11,996人 主審: マヌエル・グレーフェ |

| 2013年9月6日 21:00 (UTC+3) |

| ウクライナ | 9 - 0    | サンマリノ |
| デヴィッチ 11分 · セレズニョウ 26分 · エジマール 32分 · ハチェリディ 45+1分, 54分 · コノプリャーンカ 50分 · ベズス 63分 · フェデツキー 75分 · ラキツキー 90+4分 | レポート |            |

| アリーナ・リヴィウ（リヴィウ） 観客数: 34,190人 主審: ニール・ドイル |

| 2013年9月6日 20:45 (UTC+2) |

| ポーランド            | 1 - 1    | モンテネグロ          |
| レヴァンドフスキ 16分 | レポート | ダミヤノヴィッチ 12分 |

| ワルシャワ国立競技場（ワルシャワ） 観客数: 45,652人 主審: ビョルン・カイペルス |

| 2013年9月6日 20:00 (UTC+1) |

| イングランド                                                  | 4 - 0    | モルドバ |
| ジェラード 12分 · ランバート 26分 · ウェルベック 45+1分, 50分 | レポート |          |

| ウェンブリー・スタジアム（ロンドン） 観客数: 61,607人 主審: イヴァン・クルジュリャク |

| 2013年9月10日 21:45 (UTC+3) |

| ウクライナ | 0 - 0    | イングランド |
|            | レポート |              |

| オリンピスキ・スタジアム（キエフ） 観客数: 69,890人 主審: ペドロ・プロエンサ |

| 2013年9月10日 20:45 (UTC+2) |

| サンマリノ            | 1 - 5    | ポーランド                                                                                |
| デッラ・ヴァッレ 22分 | レポート | ジエリンスキ 11分, 66分 · ブワシュチコフスキ 24分 · ソボタ 34分 · ミェジェイェフスキ 76分 |

| サンマリノ・スタジアム（セラヴァッレ） 観客数: 1,597人 主審: マルコ・ボルグ |

| 2013年10月11日 19:00 (UTC+3) |

| モルドバ                              | 3 - 0    | サンマリノ |
| フルンザ 55分 · シドレンコ 59分, 89分 | レポート |            |

| スタディオヌル・ジンブル（キシナウ） 観客数: 7,348人 主審: イグナシ・ビヤマヨール・ロサドス |

| 2013年10月11日 21:00 (UTC+3) |

| ウクライナ        | 1 - 0    | ポーランド |
| ヤルモレンコ 64分 | レポート |            |

| メタリスト・スタジアム（ハルキウ） 観客数: 39,136人 主審: ヨナス・エリクソン |

| 2013年10月11日 20:00 (UTC+1) |

| イングランド                                                                                  | 4 - 1    | モンテネグロ          |
| ルーニー 48分 · ボシュコヴィッチ 62分 (o.g.) · タウンゼント 78分 · スターリッジ 90+3分 (pen.) | レポート | ダミヤノヴィッチ 71分 |

| ウェンブリー・スタジアム（ロンドン） 観客数: 83,807人 主審: アルベルト・ウンディアーノ |

| 2013年10月15日 20:00 (UTC+1) |

| イングランド                    | 2 - 0    | ポーランド |
| ルーニー 41分 · ジェラード 88分 | レポート |            |

| ウェンブリー・スタジアム（ロンドン） 観客数: 85,186人 主審: ダミル・スコミナ |

| 2013年10月15日 21:00 (UTC+2) |

| モンテネグロ                       | 2 - 5    | モルドバ                                                                    |
| ヨヴェティッチ 55分 (pen.), 90+1分 | レポート | アントニウク 28分, 89分 · アルマシュ 62分 · シドレンコ 64分 · ヨニツァ 74分 |

| スタディオン・ポド・ゴリツォム（ポドゴリツァ） 観客数: 5,770人 主審: ロベルト・シェルゲンホーファー |

| 2013年10月15日 21:00 (UTC+2) |

| サンマリノ | 0 - 8    | ウクライナ |
|            | レポート | セレズニョウ 13分, 18分 · デヴィッチ 15分, 50分, 58分 (pen.) · ヤルモレンコ 54分 · ベズス 64分 · マンジュク 90分 |

| サンマリノ・スタジアム（セラヴァッレ） 観客数: 1,268人 主審: ハラルト・レヒナー |